# Ostrovany
Ostrovany est un village de Slovaquie situé dans la région de Prešov.

## Histoire
La première mention écrite du village date de 1248.

### Le mur
En 2010, le conseil municipal a décidé de construire un mur autour d'une partie d'Ostrovany afin de créer une communauté fermée (gated community) et d'empêcher les Roms d'y pénétrer. En raison de la pauvreté apparente de cette communauté, au moins une source a comparé la zone à l'extérieur des murs à un ghetto. Le maire Cyril Revak a déclaré que le mur a été construit afin d'éviter vol et vandalisme dans les jardins et que les Roms pouvaient toujours pénétrer au village par d'autres accès.

## Démographie

### Évolution de la population
| Année:               | 1994. | 2004.    | 2014.    | 2024.    |
| -------------------- | ----- | -------- | -------- | -------- |
| Nombre de personnes: | 1229  | 1620     | 1975     | 2511     |
| Différence:          |       | +31,81 % | +21,91 % | +27,13 % |

| Année:               | 2023. | 2024.   |
| -------------------- | ----- | ------- |
| Nombre de personnes: | 2462  | 2511    |
| Différence:          |       | +1,99 % |

## Démographie
Les deux tiers de la population sont des Roms et une partie de cette communauté vit dans des cabanes formant une sorte de bidonville.